# Салентини
Салентините (лат.: salentini, sallentini; гръцки: Σαλεντῖνοι) са древен народ, живял в Южна Италия в региона до Япигия (Апулия) в близост до месапи в Калабрия.
Те са родствени с дауните (в днешната провинция Фоджа), които са познати и с името салентини и с певкетите (в днешната провинция Бари).
През 266 пр.н.е. консулите Децим Юний Пера и Нумерий Фабий Пиктор ги побеждават и те се сливат с Римската република.